# Crematogaster iheringi
Crematogaster iheringi är en myrart som beskrevs av Auguste-Henri Forel 1908. Crematogaster iheringi ingår i släktet Crematogaster och familjen myror.

## Underarter
Arten delas in i följande underarter:
- C. i. bosqi
- C. i. iheringi
- C. i. nemesis